# 比利亚卡约
比利亚卡约，是西班牙卡斯蒂利亚-莱昂布尔戈斯省的一个市镇。总面积160平方公里，总人口3777人（2001年），人口密度24人/平方公里。